# Anatol Sawicki

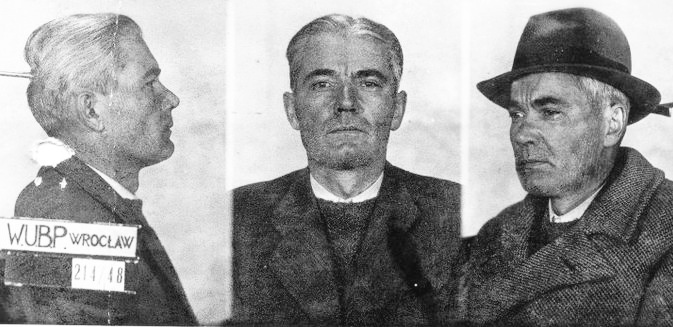
Anatol Sawicki po aresztowaniu przez MBP 1948

Anatol Sawicki (ur. 2 października?/14 października 1897 w Berdyczowie, zm. 9 sierpnia 1948 we Wrocławiu) – podpułkownik artylerii Wojska Polskiego, żołnierz Armii Krajowej oraz Zrzeszenia Wolność i Niezawisłość.

## Życiorys
Był wnukiem Antoniego „Jan-Luba” Sawickiego, właściciela niewielkiego majątku w okolicach miejscowości Zaklików, synem Leona-Wincentego Sawickiego, architekta, i Teresy z domu Bajer-Koczubej. W latach 1907–1913 uczył się w gimnazjum w Odessie. 
Od 13 sierpnia 1916 do 13 marca 1918 służył w 48 zapasowym pułku piechoty Armii Imperium Rosyjskiego, następnie w 1 pułku inżynieryjnym I Korpusu Polskiego w Rosji, do rozbrojenia korpusu przez Niemców w twierdzy w Bobrujsku. Do 7 listopada członek Polskiej Organizacji Wojskowej w Kijowie. 
Od 11 listopada 1918 w odrodzonym Wojsku Polskim. Do 7 lutego 1919 służył w zbrojowni twierdzy Modlin, następnie był słuchaczem 1 Szkoły Podoficerów Artylerii w Rembertowie. Po jej ukończeniu od 27 lipca 1919 do 30 września 1922 służył w artylerii konnej.  Walczył w wojnie polsko-bolszewickiej – w bitwie pod Zamościem odznaczony został Krzyżem Walecznych.
Był absolwentem Oficerskiej Szkoły dla Podoficerów w Bydgoszczy. 26 sierpnia 1924 roku Prezydent RP mianował go podporucznikiem ze starszeństwem z dniem 31 sierpnia 1924 roku i 22. lokatą w korpusie oficerów artylerii, a minister spraw wojskowych wcielił do 22 pułku artylerii polowej w Rzeszowie. Porucznik ze starszeństwem z dniem 31 sierpnia 1926 roku w korpusie oficerów artylerii. W marcu 1931 został przeniesiony do 28 pułku artylerii lekkiej w Dęblinie-Zajezierzu. Na stopień kapitana został awansowany ze starszeństwem z dniem 1 stycznia 1936 i 63. lokatą w korpusie oficerów artylerii. W marcu 1939 w dalszym ciągu pełnił służbę w 28 pal na stanowisku oficera mobilizacyjnego.
W czasie kampanii wrześniowej 1939 roku pełnił obowiązki zastępcy oficera operacyjnego sztabu Podlaskiej Brygady Kawalerii. Wzięty do niewoli niemieckiej, zbiegł z niej. Komendant Obwodu Krasnystaw i Chełm, inspektor Inspektoratu Południowego Okręgu AK Lwów (styczeń 1943 – 31 lipca 1944). 
Po zajęciu Lwowa przez Armię Czerwoną w lipcu 1944 nie ujawnił się. Był komendantem Okręgu Lwów NIE. W grudniu 1945, zagrożony aresztowaniem przez NKWD wyjechał przez Kraków na Dolny Śląsk i zamieszkał w Lubaniu, tam zorganizował Eksterytorialny Okręg Lwowski Zrzeszenia Wolność i Niezawisłość, którego był komendantem do aresztowania 16 marca 1948 przez funkcjonariuszy Ministerstwa Bezpieczeństwa Publicznego i oficera NKWD. W więzieniu śledczym MBP we Wrocławiu został skatowany podczas przesłuchania tak, że nie mógł chodzić, po czym zmarł w szpitalu. Według innej wersji został wyrzucony albo też sam wyskoczył z okna więzienia podczas próby samobójczej.
W 1965 został pośmiertnie rehabilitowany. 
Anatol Sawicki był żonaty z Emilią Marią z Ostrowskich (1908-1997), żołnierzem AK, działaczką WiN, z którą miał córkę Annę (ur. 1930).

## Ordery i odznaczenia
- Krzyż Srebrny Orderu Virtuti Militari
- Krzyż Komandorski z Gwiazdą Orderu Odrodzenia Polski – pośmiertnie 2006[12]
- Krzyż Niepodległości – 16 marca 1937 „za pracę w dziele odzyskania niepodległości”[13][14]
- Krzyż Walecznych
- Srebrny Krzyż Zasługi

## Awanse
- podporucznik  - 31 sierpnia 1924
- porucznik – 31 sierpnia 1926
- kapitan -  1 stycznia 1936
- major – 11 listopada 1943
- podpułkownik – 15 grudnia 1945